# 미스터리 영화
미스터리 영화(mystery film)는 좁은 의미로는 탐정 영화, 추리 영화를 뜻하며 넓은 의미로는 수수께끼가 줄거리에 깊이 관련되어 있는 영화를 말한다. 수수께끼를 푸는 활동을 통해 내용이 전개되는 것이 많다. 또한 수수께끼는 불안감이나 긴장감을 부추기는 경우가 적지 않기 때문에, 스릴러 영화와 범죄 영화의 일부로 보기도 한다.

## 같이 보기
- 미스터리